# Peñaflor
Peñaflor és una localitat de la província de Sevilla, Andalusia, Espanya. L'any 2006 tenia 3.719 habitants. La seva extensió superficial és de 46 km² i té una densitat de 16,9 hab/km². Les seves coordenades geogràfiques són 37° 42′ N, 5° 20′ O. Està situada a una altitud de 52 metres i a 74 kilòmetres de la capital de la província, Sevilla.

## Demografia
| 1996  | 1998  | 1999  | 2000  | 2001  | 2002  | 2003  | 2004  | 2005  | 2006  |
| ----- | ----- | ----- | ----- | ----- | ----- | ----- | ----- | ----- | ----- |
| 3.930 | 3.895 | 3.864 | 3.832 | 3.827 | 3.776 | 3.703 | 3.698 | 3.674 | 3.719 |